# 7673 Inohara
7673 Inohara este un asteroid din centura principală de asteroizi.

## Descriere
7673 Inohara este un asteroid din centura principală de asteroizi. A fost descoperit pe 20 octombrie 1995 la Oizumi de Takao Kobayashi. El prezintă o orbită caracterizată de o semiaxă mare de 2,43 ua, o excentricitate de 0,18 și o înclinație de 1,9° în raport cu ecliptica.